# Donji Kosinj
Donji Kosinj is een plaats in de gemeente Perušić in de Kroatische provincie Lika-Senj. De plaats telt 678 inwoners (2001).